# Tour de Okinawa
Il Tour de Okinawa (it. Giro di Okinawa) è una corsa in linea maschile di ciclismo su strada che si svolge sull'isola di Okinawa, in Giappone, ogni anno nel mese di novembre. È inserita nel calendario dell'UCI Asia Tour come prova di classe 1.2.

## Storia
Riservata ai dilettanti fino al 1998, solo dal 1999 è stata aperta ai professionisti e classificata come gara UCI 1.5. Dal 2005 è stata inserita nel calendario del circuito internazionale asiatico, come gara di classe 1.2. Dal 2008 diventò corsa a tappe, inserita nella classe 2.2. Nel 2008 e 2009 fu disputata in due giorni, con un criterium e una prova in linea, mentre nel 2010 fu composta da una cronometro di 1,1 km e una prova in linea di 210 km.
Nel 2012 torna ad essere organizzata come corsa in linea, sempre di classe 1.2.

## Albo d'oro
Aggiornato all'edizione 2023.
| Anno    | Vincitore                                    | Secondo                                      | Terzo                                        |
| ------- | -------------------------------------------- | -------------------------------------------- | -------------------------------------------- |
| 1989    | Kazuo Oishi                                  |                                              |                                              |
| 1990    | Kyoushi Miura                                |                                              |                                              |
| 1991    | Takahiro Yamada                              |                                              |                                              |
| 1992    | Gianluca Tarocco                             |                                              |                                              |
| 1993    | Takahiro Yamada                              |                                              |                                              |
| 1994    | Tomokazu Fujino                              |                                              |                                              |
| 1995    | Wong Kam Po                                  |                                              |                                              |
| 1996    | Ken Hashikawa                                |                                              |                                              |
| 1997    | Tomokazu Fujino                              |                                              |                                              |
| 1998    | Wong Kam Po                                  |                                              |                                              |
| 1999    | Mark Walters                                 | Yasuhiro Yamamoto                            | Shinichi Fukushima                           |
| 2000    | Wong Kam Po                                  | Kazuyuki Manabe                              | Masamichi Yamamoto                           |
| 2001    | Makoto Iijima                                | Guillem Muñoz                                | Shinri Suzuki                                |
| 2002    | Paul Redenbach                               | Satoshi Hirose                               | Yasutaka Tashiro                             |
| 2003    | Kazuya Okazaki                               | Guillem Muñoz                                | Mark McCormack                               |
| 2004    | Wong Kam Po                                  | Shinichi Fukushima                           | Jacob Erker                                  |
| 2005    | Yasutaka Tashiro                             | Kazuo Inoue                                  | Dawid Krupa                                  |
| 2006    | Takashi Miyazawa                             | Kazuhiro Mori                                | Yukiya Arashiro                              |
| 2007    | Takashi Miyazawa                             | Kazuhiro Mori                                | Yukiya Arashiro                              |
| 2008    | Yukiya Arashiro                              | Miyataka Shimizu                             | Mitsuhiro Matsumura                          |
| 2009    | Kenji Itami                                  | Takayuki Abe                                 | Shinichi Fukushima                           |
| 2010    | Shinichi Fukushima                           | Kenji Itami                                  | Junya Sano                                   |
| 2011    | Kazuhiro Mori                                | Taiji Nishitani                              | Junya Sano                                   |
| 2012    | Thomas Palmer                                | Yusuke Hatanaka                              | Yasuharu Nakajima                            |
| 2013    | Sho Hatsuyama                                | José Vicente Toribio                         | King Wai Cheung                              |
| 2014    | Nariyuki Masuda                              | José Vicente Toribio                         | Shōtarō Iribe                                |
| 2015    | Jason Christie                               | Shōtarō Iribe                                | Benjamín Prades                              |
| 2016    | Nariyuki Masuda                              | Jai Crawford                                 | Kohei Uchima                                 |
| 2017    | Junya Sano                                   | Koos-Jeroen Kers                             | Yusuke Hatanaka                              |
| 2018    | Alan Marangoni                               | Freddy Ovett                                 | Feng Chun Kai                                |
| 2019    | Nariyuki Masuda                              | Kōhei Uchima                                 | Benjamín Prades                              |
| 2020-21 | annullata a causa della Pandemia di COVID-19 | annullata a causa della Pandemia di COVID-19 | annullata a causa della Pandemia di COVID-19 |
| 2022    | Benjamin Prades                              | Genki Yamamoto                               | José Vicente Toribio                         |
| 2023    | Masaki Yamamoto                              | Shoma Kazama                                 | Bas van Belle                                |
| 2024    | cancellata per condizioni meteo avverse      | cancellata per condizioni meteo avverse      | cancellata per condizioni meteo avverse      |